# Stagecoach (pel·lícula de 1986)
Stagecoach és un telefilm estatunidenc del 1986 dirigit per Ted Post i escrit per James Lee Barrett. És un remake de la pel·lícula de 1939 del mateix nom, basada en una història curta d'Ernest Haycox. És el segon remake de la pel·lícula, després del llargmetratge de 1966. Kris Kristofferson interpreta a Ringo Kid. Willie Nelson interpreta el famós pistoler i dentista Doc Holliday, Johnny Cash interpreta el mariscal Curly Wilcox i Waylon Jennings interpreta el jugador Hatfield. Les quatre estrelles estaven associades com a membres del supergrup de música country The Highwaymen. El repartiment de suport compta amb Elizabeth Ashley, Anthony Newley, Tony Franciosa, Mary Crosby, June Carter Cash i Jessi Colter. La pel·lícula es va emetre a CBS el 18 de maig de 1986.

## Argument
El 1880, un grup de desconeguts puja a la diligència en direcció est des de Tonto, Territori d'Arizona, fins a Lordsburg, Territori de Nou Mèxic. Els viatgers semblen corrents, però molts tenen secrets dels quals fugen. Entre ells hi ha Dallas, una prostituta, que està sent expulsada de la ciutat; un dentista alcohòlic, Doc Holliday; l’embarassada Lucy Mallory, que es troba amb el seu marit oficial de cavalleria; i el venedor de whisky Trevor Peacock. A mesura que comença l'escenari, el tinent de Cavalleria dels Estats Units Blanchard anuncia que Geronimo i els seus apatxes estan pel camí de la guerra; la seva petita tropa proporcionarà una escorta a Dry Fork.

## Repartiment
- Willie Nelson com a Doc Holliday
- Kris Kristofferson com a Ringo / Ringo Kid / Bill Williams
- Johnny Cash com a Marshal Curly Wilcox
- Waylon Jennings com a Hatfield (Gambler)
- John Schneider com a Buck
- Elizabeth Ashley com a Dallas
- Anthony Newley com a Trevor Peacock (venedor de whisky Old Johnn)
- Tony Franciosa com a Henry Gatewood (Tonto Banker)
- Merritt Butrick com a Tinent Blanchard
- Mary Crosby com a Mrs. Lucy Mallory
- June Carter Cash com a Mrs. Pickett
- Jessi Colter com a Martha

## Producció

### Guió
La trama es basa aproximadament en la de la pel·lícula original, però es van fer alguns canvis de personatges:
- El personatge "Doc" és Doc Boone, M.D., a l'original, però és Doc Holliday -un dentista- al remake.
- A l'original, Peacock, el venedor de whisky, viatja fins a Lordsburg, però deixa l'autocar a la primera parada del remake.
- Hatfield, el jugador, és assassinat a l'original, però en el remake, sobreviu.
- Gatewood, el banquer, sobreviu a l'original, però és assassinat en el remake.
- Ringo tracta només amb Luke Plummer a l'original; en el remake, és ajudat pel mariscal, Hatfield i Doc.
- Ringo encara és tècnicament un criminal que va a presó quan el marshall li permet escapar a l'original, però la seva innocència s'ha demostrat quan Luke Plummer li pregunta al mariscal: "Com van saber que no ho va fer?" en el remake.[2]

### Rodatge
Per estalviar diners, el rodatge es va dur a terme a Old Tucson Studios, que es va utilitzar per filmar nombroses pel·lícules i sèries de televisió western.

## Premis i nominacions

### Guanyador
- Western Heritage Awards 1987: Bronze Wrangler per al drama televisiu de ficció
  - Raymond Katz (productor executiu)
  - Willie Nelson (productor executiu/actor)
  - Waylon Jennings (actor)
  - Kris Kristofferson (actor)
  - Johnny Cash (actor)
  - Elizabeth Ashley (actriu)

### Nominat
- American Cinema Editors, EUA 1987 com a millor especial de televisió editat
  - Geoffrey Rowland